# Melodifestivalen 1996
El Melodifestivalen 1996 fue celebrado el 24 de febrero de 1996 en el Victoriahallen vid Älvsjömässan en Estocolmo. Los presentadores fueron Pontus Gårdinger y Siw Malmkvist, siendo el director de orquesta el famoso Anders Berglund. 
La misma tarde en la que se celebró la final, el periódico de tira nacional Aftonbladet llevó a cabo una encuesta telefónica para elegir a la canción vencedora. La agraciada fue el tema de Henrik Åberg "Du är alltid en del utav mej". Este artista se había dado a conocer en el país, al imitar Elvis Presley en la versión sueca de "Lluvia de Estrellas". El show tuvo una audiencia de 3.775.000 espectadores.
| Nr. | Artista                                                               | Canción                      | Texto/Música                               | Puntos | Posición |
| --- | --------------------------------------------------------------------- | ---------------------------- | ------------------------------------------ | ------ | -------- |
| 1   | Lasse Kronér, Lennart Grahn, Peter Lundblad, Nick Borgen y Janne Bark | Gör någon glad               | Svante Persson y Pontus Platin             | -      | -        |
| 2   | Andreas Lundstedt                                                     | Driver dagg faller regn      | Alexander Bard, Ola Håkansson y Tim Norell | 48     | 2        |
| 3   | Lotta Engberg                                                         | Juliette & Jonathan          | Monica Forsberg y Torgny Söderberg         | 45     | 3        |
| 4   | One More Time                                                         | Den vilda                    | Nanne Grönvall y Peter Grönvall            | 71     | 1        |
| 5   | Ellinor Franzén                                                       | Finns här för dig            | Martin Klaman                              | -      | -        |
| 6   | Inger Nordström                                                       | Gråt inte                    | Marie Stråhle                              | -      | -        |
| 7   | Henrik Åberg                                                          | Du är alltid en del utav mig | Lasse Berghagen y Lasse Holm               | -      | -        |
| 8   | Frank Ådahl                                                           | Tårar från himlen            | Mikael Littvold y Peter Bertilsson         | 26     | 5        |
| 9   | Lotten Andersson y Magnus Sjögren                                     | Va' e' du?                   | Jörgen Nohall]] y Carl Hammar              | -      | -        |
| 10  | Mårten Eriksson                                                       | Förlorad igen                | Mårten Eriksson                            | 41     | 4        |

## Sistema de Votación
| Artista       | Luleå | Umeå | Sundsvall | Falun | Örebro | Karlstad | Gotemb. | Malmö | Växjö | Norrköping | Estocolmo | Total | Posición |
| ------------- | ----- | ---- | --------- | ----- | ------ | -------- | ------- | ----- | ----- | ---------- | --------- | ----- | -------- |
| Lundstedt     | 6     | 4    | 4         | 6     | 4      | 2        | 4       | 2     | 6     | 2          | 8         | 48    | 2        |
| Engberg       | 8     | 6    | 2         | 4     | 1      | 4        | 2       | 8     | 2     | 4          | 4         | 45    | 3        |
| One More Time | 2     | 8    | 8         | 8     | 8      | 8        | 6       | 1     | 8     | 8          | 6         | 71    | 1        |
| Ådahl         | 4     | 1    | 1         | 1     | 6      | 1        | 1       | 4     | 4     | 1          | 2         | 26    | 5        |
| Eriksson      | 1     | 2    | 6         | 2     | 2      | 6        | 8       | 6     | 1     | 6          | 1         | 41    | 4        |

- Las dos cantantes del grupo One More Time, Nanne Grönvall y Maria Rådsten habían participado en anteriores ediciones del festival. Maria alcanzó la tercera posición en 1992 con el tema "Vad som än händer", mientras que Nanne fue cuarta en 1986 y 1987 con "Eldorado" y "Alexandra" respectivamente como miembro del grupo Sound of Music.

- Lotta Engberg hizo los coros para Suecia en el Festival de la Canción de Eurovisión 1984 y participó en solitario en 1987 . Frank Ådahl era miembro del grupo Edin-Ådahl que representó a su país en el Festival de la Canción de Eurovisión 1990.